# Dareiův palác
Dareiův palác nebo též Tačara byl obytný palác, který si nechal postavit perský velkokrál Dareios I. v Persepoli na území dnešního Íránu. Jeho ruiny se nacházejí asi 70 kilometrů severovýchodně od města Širáz v provincii Fárs. V těsné blízkosti se nacházejí pozůstatky rozlehlého paláce Ápádána.

## Historie
Začátek výstavby paláce je datován do období Achaimenovské říše, tedy mezi lety 550 – 330 př. n. l. Výstavba je připisována perskému velkokráli Dareiovi I., ale je pravdou, že pouze velmi malá část stavby byla dokončena za doby jeho panování. Palác dostal svou konečnou podobu až v době, kdy se vlády ujal Dareiův syn a následník trůnu Xerxés I. Od něho pochází i původní staroperský název Taçara tedy Zimní palác. Po Xerxésově smrti palác obýval jeho třetí syn Artaxerxés I.
Ve 4. století před n. l. při svém vpádu do Persie vydrancovala a vypálila město Persepolis vojska Alexandra Velikého, avšak Tačara byla jedním z mála objektů, které nebyly zničeny plameny a jehož ruiny se dochovaly.

## Architektura

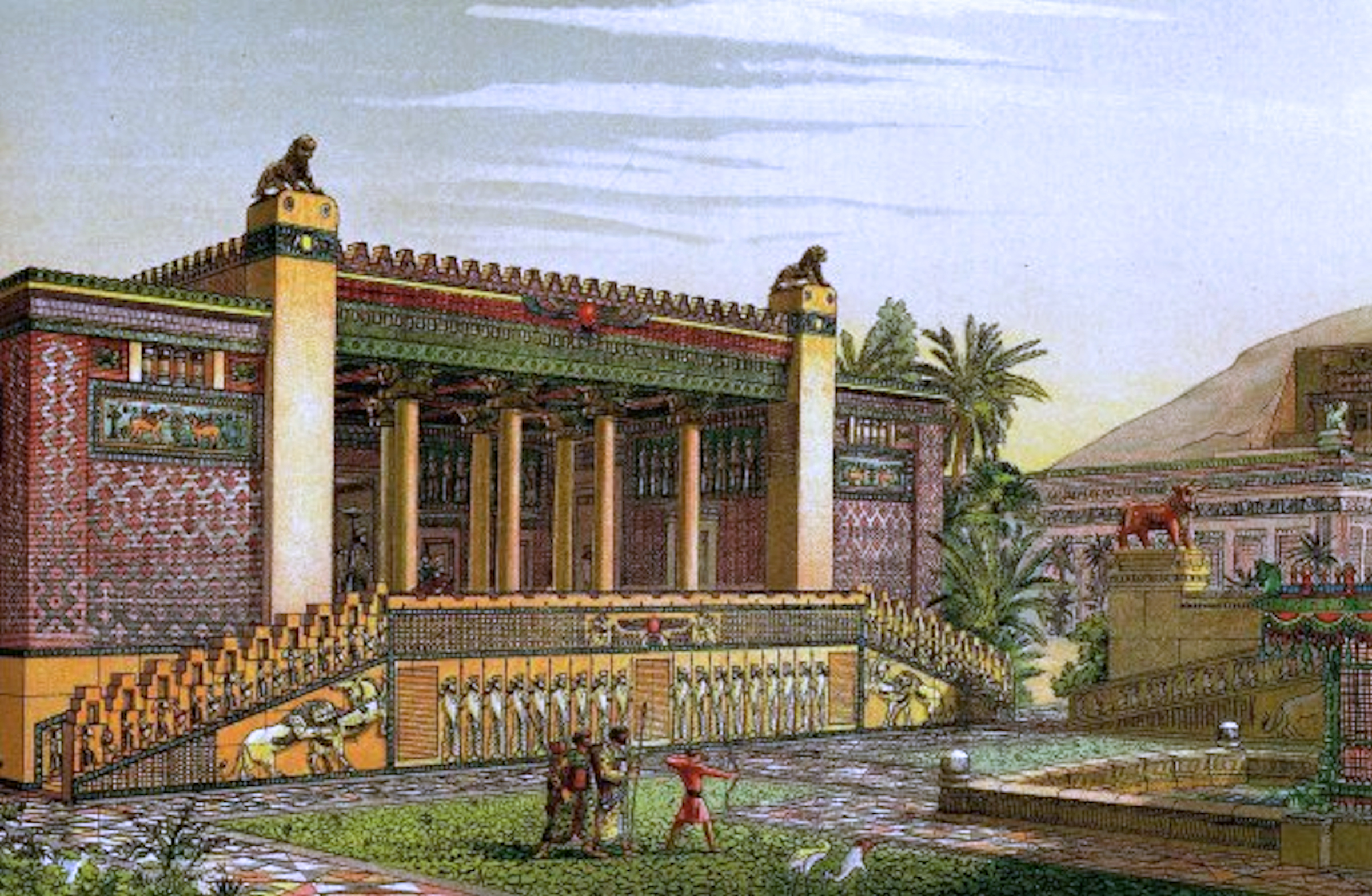
Umělecká představa podoby paláce s okolními zahradami.

Tačara stojí v těsné blízkosti paláce Ápádána; oba paláce stojí zády k sobě. Plošná výměra objektu je 1 160 m², jedná se tedy o nejmenší a zároveň nejstarší stavbu palácového typu na terasách v Persepoli. K jejímu vybudování bylo použito velmi kvalitního kamene, povrch byl černý a vyleštěný do zářivého lesku. Tímto důkladným způsobem ošetřený povrch a kvalita stavebního kamene jsou důvodem, že se zbytky paláce dochovaly ve velmi dobrém stavu. Ačkoli původní stěny jsou již rozpadlé, tak masivní rámy dveří a oken zůstaly zachovány.
Hlavní místnost má rozměry 15,15 m × 15,42 m a nosné pilíře jsou uspořádány třech řadách a čtyřech sloupcích. Okenní rám, jenž má rozměry 2,65 m × 2,65 m × 1,70 m, byl vytesán z jednoho kamenného bloku. Jeho hmotnost činí 18 tun. Rám dveří má hmotnost 75 tun a byl sestaven ze tří samostatných kamenných bloků.

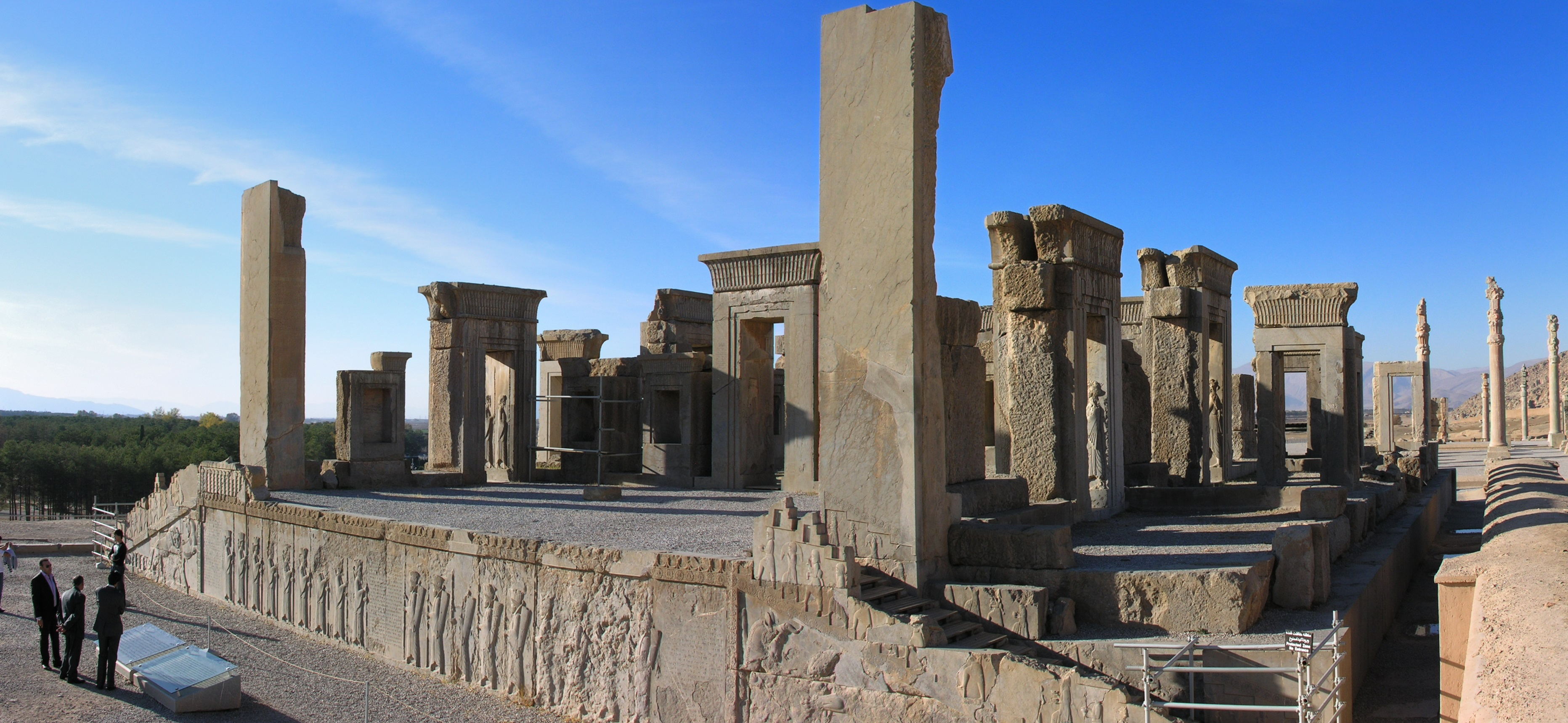
Ruiny Dareiova paláce v Persepolis.

Jako většina ostatních staveb v Persepoli byla i Tačara vyzdobena reliéfy s vypodobením postav vazalů přinášejících tribut. Jejich figury svírají kopí a jsou opásány rozměrným čtverhraným štítem z proutí. Dalšími vyobrazenými postavami jsou sluhové s ručníky a lahvičkami parfémů, vyskytují se zde i královští hrdinští rekové, zabíjející lvy či roztodivné příšery. U hlavního vchodu se nalézá plastika, zobrazující velkokrále Daria I. s korunou se zlatými pláty.
Jižní nádvoří je z paláce přístupné dvakrát lomeným schodištěm. Později za vlády Artaxerxa III. bylo dodatečně vybudováno další schodiště, které vedlo do hlavní haly. Na stěnách schodišť se nacházejí plastiky sluhů a vojáků v médských a perských oděvech.
Na všech 18 okenních rámech jsou nápisy následujícího znění: Kamenné rámy zhotovené pro krále Daria. Z toho je patrné, že velkokrál byl náležitě hrdý na vysokou řemeslnou úroveň stavby.